# Eugeniy Derevianko
Eugeniy Derevianko es un escultor expresionista, artista y profesor de arte ucraniano, nacido el 7 de enero de 1968 en Kiev.

## Datos biográficos
Desde la infancia Eugeniy mostró inclinación por la expresión artística, apoyado por su familia de artistas. Asistió a la Escuela de Arte de la República Taras Shevchenko en 1987. Tras graduarse en esta escuela, ingresó en la Academia Nacional de Bellas Artes y Arquitectura en 1995. En 2003 fue nombrado miembro de la Unión Nacional de Artistas de Ucrania. Eugeniy Derevianko fundó su propia escuela de arte, llamada Gulfstream, el año 2009.

## Obras
Las obras de Eugeniy Derevianko están encuadradas dentro del estilo expresionista, con elementos del simbolismo. 
Uno de los trabajos más conocidos de Eugeniy Derevianko es la escultura pública conocida como el Monumento de Nicolet Svyatosha del año 2006, instalado en la Avenida de la Victoria de Kiev.
El escultor ha presentado sus obras en su Ucrania natal y en otros países como Grecia, Italia, España, Francia, Canadá y Estados Unidos.